# Piestopleura garridoi
Piestopleura garridoi is een vliesvleugelig insect uit de familie van de Platygastridae. De wetenschappelijke naam van de soort is voor het eerst geldig gepubliceerd in 2001 door Buhl.